# Vzduchová clona

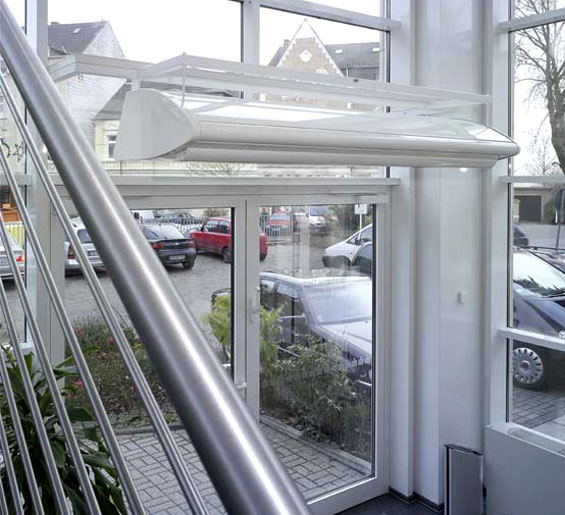
Vzduchová clona na vstupu do úřední budovy

Vzduchová clona, také dveřní clona nebo vzduchová dveřní clona, je zařízení, které při otevřených dveřích (vratech, bráně) odděluje vzduchovou bariérou prostředí s rozdílnou teplotou (často vnitřek budovy od vnějšího prostředí). Vzduchová bariéra je tvořena usměrněným proudem vzduchu, který vytváří vzduchový válec, na jedné straně vystupující ze zařízení a na opačné straně nasávaný.
Typické využití vzduchové clony je oddělení vytápěného vnitřního prostoru od chladného venkovního prostředí na vstupu do veřejných nebo poloveřejných prostor, jako jsou obchodní domy, nákupní pasáže, výrobní haly a prostory pro cestující na nádražích a letištích. Při tomto využití může být vzduch vystupující ze vzduchové clony ohříván. Mimo rozdělení prostor s odlišnou teplotou brání clona také vnikání nežádoucího prachu, kouře, zápachu nebo hmyzu.
Vzduchové clony se rozlišují podle zařízení, kterým se zajišťuje směrování vzduchu a podle směru proudění vzduchu. Nejpoužívanější zařízení ke směrování vzduchu jsou s natáčivými lamelami, nebo s Venturiho tryskami. Směr proudění vzduchu je nejčastěji svisle shora dolů, méně často ve vodorovné rovině. Vodorovné proudění se používá například tam, kde mechanismus rolovacích vrat umístěný nad dveřmi neumožňuje umístění clony nad dveřmi. Důvodem k použití horizontální clony může být také architektonické ztvárnění prostoru. Využitím vzduchové clony lze dosáhnout u otevřených průchodů úspory až 80 % nákladů na vytápění. Úspory jsou ještě vyšší, jestliže se použije kombinace vzduchové clony a dveří nebo zádveří. Běžně se užívá řešení, při kterém je clona v chodu pouze při otevřených dveřích.

## Historie používání
První vzduchové clony byly instalovány v šedesátých letech dvacátého století na dveřích obchodních domů. Tyto rané verze využívaly pouze vzestupný proud ohřátého vzduchu. První clona moderní konstrukce byla předvedena v roce 1974. Používala směrování proudu vzduchu shora dolů, což se následně stalo standardem. K usměrnění vzduchu se u tohoto typu clon používá pevných, nebo nastavitelných lamel. Významné zlepšení stínicího efektu přineslo v roce 1994 zavedení zařízení s Venturiho tryskami.

## Princip fungování

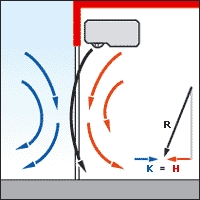
Princip fungování vzduchové clony, "K" směr proudění venkovního vzduchu; "R" skutečný směr proudění vzduchu vystupujícího z clony; "H" složka proudu vzduchu z clony, působící proti vnikání venkovního vzduchu

Z pohledu používání vzduchové clony proti vnikání studeného vzduchu do budov lze definovat určitý univerzálně použitelný princip fungování. Vzduchové masy různých teplot mají sklon vyrovnávat své teploty. Do ohřátého prostoru proniká studený vzduch, zatímco teplý vzduch odsud uniká. Tento proces končí v okamžiku vyrovnání teplot. Úkolem vzduchové clony je protisměrným proudem vzduchu tomuto procesu (vyrovnání teplot) zabránit. Tomu musí odpovídat průtok, rychlost, teplota a impuls přiváděného vzduchu. Proud vzduchu je složen z horizontálních i vertikálních proudů. Zařízení (vzduchová clona) dosahuje ve spojení s usměrněním vzduchu optimální stínění při minimální spotřebě energie. Tři důležité veličiny: výstupní úhel, průtok a rychlost jsou exaktně regulovány takovým způsobem, aby působily proti síle H. Studený vzduch zvnějšku, který je přimícháván do vzduchového proudu, musí být prohřát alespoň na teplotu prostoru. Proto je výška výdechu rozhodujícím kritériem pro výběr vzduchové clony. Platí: čím níže je zařízení instalováno, tím menší množství vzduchu je potřebné pro odstínění. Nejvýhodnější je instalace vzduchové clony nad dveřmi. Ve skutečnosti výběr výkonu, konstrukce zařízení a možností směrování vzduchu umožňují fungující řešení pro jakoukoli provozní situaci.

## Využívání
Vzduchové clony mají předpoklady pro široké využití. Šetří energii, zvyšují kvalitu prostředí, chrání okolí před nepříjemnými zápachy a škodlivými látkami, udržují kvalitu produkce například ve výrobách využívajících tzv. čisté prostory.

## Úspory energie
V mnoha případech se využívají vzduchové clony tam, kde je třeba ochránit vytápěné prostory před vniknutím studeného vzduchu. Ve srovnání s otevřenými prostory je možné použitím vzduchových clon uspořit až 80 % energie pro vytápění. Přitom vzduchové clony využívající trysky jsou ještě o 40 % úspornější, než zařízení s natáčivými lamelami. Podobně může vzduchová clona chránit v horkých letních dnech vychlazené prostory před žhavým venkovním vzduchem. K těmto účelům se využívají vzduchové clony i v chladírnách a mrazírenských prostorech. Při stále rostoucích cenách energií se náklady na pořízení vzduchové clony rychle vrátí v úsporách energie.

## Kvalita pracovního prostředí v budovách
V nákupních centrech a výrobních halách, kde jsou na vstupech umístěny vzduchové clony, je významně nižší nemocnost. Také pro návštěvníky je prostředí příjemnější. Obdobně v průmyslových provozech, kde je přítomen silný zápach, jako jsou provozy na zpracování ryb, nebo třídicí linky odpadu, chrání vzduchové clony okolní prostředí.

## Funkční principy

### Clony s lamelami
Tyto vzduchové clony pracují s proudem vzduchu, který je směrován proti nastavitelným lamelám. Vystupující proud vzduchu je závislý na nastavení lamel a umístění ventilátorů uvnitř zařízení. Vzniká nestejnorodý, silný vzduchový proud se spoustou turbulencí. Aby bylo dosaženo stínicího efektu, je nutné nasát, ohřát a vyfukovat velké množství vzduchu.

### Clony s Venturiho tryskami
V zařízení s tryskami je nasátý vzduch veden nejdříve do svislého potrubí s částmi pohlcujícími hluk a teprve následně do trysky. Protože si vzduch hledá vždy cestu nejmenšího odporu, proud vzduchu se v celém průřezu zklidní před tím, než je stlačen v trysce. Tryska proud vzduchu zhustí a urychlí. Protože je tryska upevněna pohyblivě, lze vystupující proud vzduchu přesně směrovat. Přesné směrování vzduchu umožňuje docílit stínicí efekt s významně menším průtokem vzduchu oproti zařízením s lamelami.

## Umístění a výběr vzduchové clony
Umístění zařízení je závislé na situaci v budově. V samostatně stojících, jednopodlažních budovách s jediným vchodem představuje už poměrně malé zařízení s jednoduchou regulací dobré řešení. Ve vícepodlažních budovách, kde se může vyskytovat nežádoucí proudění vzduchu nebo různé teploty v různých částech objektu se množství nežádoucího vzduchu, pronikajícího zvenčí zvyšuje. Platí, že čím větší je objem prostoru v budově, tím větší je nežádoucí výměna vzduchových mas o různých teplotách. Také velikost dveřního otvoru má vliv na volbu zařízení. Jako praktická velikost se doporučuje maximálně 30 m². Větší dveřní otvor už zapříčiňuje nezvládnutelné ztráty energie.

## Konstrukční provedení
V základu se užívají dvě odlišná konstrukční provedení podle toho, zda proud vzduchu (pomyslný vzduchový válec) směřuje dovnitř budovy, nebo ven z budovy. Pojmem vzduchový válec je myšlen otáčející se proud vzduchu, který je ze vzduchové clony vyfukován a po otočení k podlaze a zpět je znovu nasáván.

### Vzduchový válec se otáčí dovnitř budovy

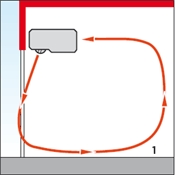
Clona, u které se vzduchový válec otáčí dovnitř budovy

Vzduch je nasáván zevnitř budovy, výstupní otvor se nachází nade dveřmi. Tato konstrukce je vhodná především pro menší budovy, ve kterých se v blízkosti dveří nenacházejí žádná pracovní místa. Jestliže je vzduch nasáván čelně z vnitřního prostoru, vytvoří se vzduchový válec zasahující poměrně hluboko do vnitřního prostoru. Zařízení má jen malou spotřebu energie, protože se využívá již ohřátý vzduch. Při nasávání vzduchu zboku zasahuje vzduchový válec mnohem méně do vnitřního prostoru. Účinek vzduchové clony se více soustředí do prostoru dveří.

### Vzduchový válec se otáčí ven z budovy

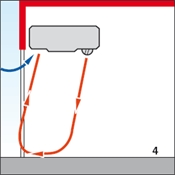
Clona, u které se vzduchový válec otáčí ven z budovy

Při podtlaku v budově se všeobecně doporučuje směřování vzduchu ven z budovy. Přitom se nasávací otvor nachází přímo nad dveřmi, vzduchový válec směřuje ven z budovy. Současně je přisáván vzduch z vnějšího prostředí.
Při montáži do závětří má smysl umístění u vnitřních dveří. Vzduch je nasáván ze směru vnějších dveří, výdech je umístěn bezprostředně u vnitřních dveří. Díky přimíchávání vzduchu z vnějšku a s tím spojenému rozdílu tlaků má zařízení v této podobě zvlášť velký stínicí účinek. Výhodné je využití takto koncipovaného zařízení v budovách se vchody umístěnými naproti sobě, například v supermarketech. Toto uspořádání je vhodné pro jakékoliv obvyklé zatížení větrem. Nevýhodou takových zařízení je větší spotřeba energie vzhledem k přisávání venkovního, většinou chladnějšího vzduchu.

## Regulace
Regulace vzduchové clony přináší významný přínos k hospodárnosti a pohodlí. Při použití v menších prostorách stačí několikastupňové manuální ovládání. S rostoucí provázaností ovládání zařízení v budovách roste také komplexnost ovládání vzduchové clony. Například vzduchová clona je v chodu pouze při otevřených dveřích. Skutečně komplexní ovládání vyžaduje mnoho čidel a úplnou integraci se systémem řízení budovy.

## Umístění vzduchové clony

### Se svislým výstupem vzduchu
Clona je namontována nad dveřním otvorem a vzduch vystupuje shora dolů štěrbinou v plášti. Vzduch je hnán zpravidla tangenciálním ventilátorem s vodorovnou osou otáčení.

### S vodorovným výstupem vzduchu
Clona má podobu svislého sloupu (sloupů) po stranách dveřního otvoru. Proud vzduchu je vodorovný, napříč dveřního otvoru. Vzduch může být hnán tangenciálním ventilátorem se svislou osou otáčení nebo několika axiálními ventilátory, umístěnými nad sebou.

## Doplňkové vybavení
- elektrický ohřev vzduchu; uvnitř pláště zařízení jsou elektrické topnice, přes které proudí vzduch,
- ohřev vzduchu horkou vodou; uvnitř pláště jsou topné hady s horkou vodou, přes které proudí vzduch,
- UV lampa pro likvidaci mikroorganismů; používá se ve zdravotnických a potravinářských zařízeních.

## Oblast použití

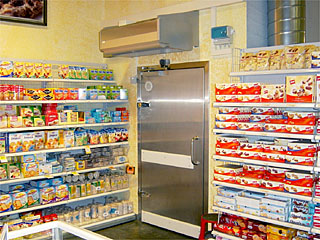
Proud vzduchu odděluje chladírnu od prodejních prostor

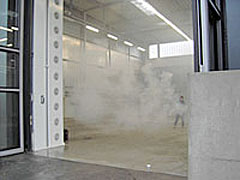
Clona s vodorovným proudem vzduchu odděluje prostor pro zpracování odpadu a brání tak šíření zápachu

Vzduchové clony je možné využít společně s různými typy dveří, například s křídlovými dveřmi, posuvnými dveřmi, různými druhy automatických dveří jako jsou otočné dveře, rolovací vrata.
Vedle využití k omezení průniku chladného vzduchu do vytápěných prostor je významné použití pro ochranu chlazených prostor před teplým vzduchem z okolí. Také chlazené regály a skladové prostory je možné zabezpečit vzduchovou clonou.
Ochranu venkovního prostředí zajistí vzduchová clona také u zařízení na zpracování odpadu a obecně u pracovišť se zvýšeným výskytem prachu nebo zápachu. V supermarketech může být takto oddělen například úsek s čerstvými rybami.
Další využití může být v průmyslu při ochraně venkovního prostředí před vzduchem znečištěným výrobními procesy.